# Festival de Música Contemporánea de Alicante
El Festival de Música Contemporánea de Alicante es un festival internacional de música clásica, que se celebra cada año en la primera quincena de septiembre desde 1985 en la ciudad española de Alicante. 
Organizado por el Centro para la Difusión de la Música Contemporánea, con el patrocinio del INAEM y la colaboración del Ayuntamiento de Alicante y otras entidades públicas y privadas.
El festival muestra y promueve la creación musical contemporánea. Su programación, se realiza fundamentalmente en sala cerrada, pero también incluye algún concierto al aire libre.